# Lee Myung-sun
Lee Myung-sun (née le 12 février 1976) est une athlète sud-coréenne, spécialiste du lancer de poids.

## Biographie
À partir de 1993 elle remporte plusieurs médailles au lancer du poids des championnats d'Asie et des Jeux asiatiques.
Elle est double médaillée d'argent aux Universiades, battue en 2001 part la Cubaine Yumileidi Cumbá.
Elle compte deux participations aux Jeux olympiques et trois aux Championnats du monde, mais à chaque fois elle échoue en qualification.
Son record personnel de 19,36 m, établi en 2000, constitue le record de Corée du Sud.

### Palmarès
| Date | Compétition         | Lieu    | Résultat | Épreuve | Performance |
| ---- | ------------------- | ------- | -------- | ------- | ----------- |
| 1993 | Championnats d'Asie | Manille | 2e       | Hauteur | 16,08 m     |
| 1998 | Championnats d'Asie | Fukuoka | 3e       | Hauteur | 17,66 m     |
| 2001 | Universiades        | Pékin   | 2e       | Hauteur | 18,79 m     |
| 2002 | Jeux asiatiques     | Busan   | 2e       | Hauteur | 18,50 m     |
| 2003 | Universiades        | Daegu   | 2e       | Hauteur | 17,58 m     |

### Records
| Épreuve | Performance | Lieu     | Date          |
| ------- | ----------- | -------- | ------------- |
| Hauteur | 19,36 m     | Shanghai | 19 avril 2000 |